# Good Times (The Lambrettas)
Good Times, è il quinto singolo del gruppo musicale inglese The Lambrettas, il primo estratto dal secondo album musicale Ambience pubblicato nel 1981 dalla Rocket Records.
Come b side venne scelta Lamba-Samba. 

## Tracce
Lato A:
1. Good Times

Lato B:
1. Lamba-Samba

## Musicisti
- Jez Bird - Cantante e Chitarrista
- Doug Sanders - Voce secondaria e Chitarrista
- Mark Ellis  - Bassista
- Paul Wincer - Batterista